# Небесні стовбури
Небесні стовбури (кит.: 天干 tiāngān) — циклічні знаки десятеричного циклу, які використовуються в Китаї та інших країнах Південно-Східної Азії для календарних позначень, а також як понятійні оператори в сімействі наук класичної китайської метафізики. За характером використання іноді відповідає  римським цифрам або будь-який інший системі числення на письмі (а. б. в., 1) 2) 3) і т. ін.).
Розташовані в такому порядку: 甲, 乙, 丙, 丁, 戊, 己, 庚, 辛, 壬, 癸. Використовуються в поєднанні зі  знаками дванадцяткового циклу. Походження системи до кінця не з'ясовано. Найчастіше спільне використання двох циклів обчислення пояснюється як символ взаємодії інь і ян, Неба і Землі. Іншим порівнянням подібного роду регулярно виступає переплетення вертикальних і горизонтальних ниток у тканині.
Таблиця відповідностей циклічних знаків іншим категоріям китайської філософії:
| №  | Знак | Піньінь | Транскрипція | П'ять стихій | П'ять напрямів | Інь і Ян |
| -- | ---- | ------- | ------------ | ------------ | -------------- | -------- |
| 1  | 甲   | jiǎ     | Цзя          | 木 Дерево    | 東 Схід        | 陽 Ян    |
| 2  | 乙   | yǐ      | І            | 木 Дерево    | 東 Схід        | 陰 Інь   |
| 3  | 丙   | bǐng    | Бін          | 火 Вогонь    | 南 Південь     | 陽 Ян    |
| 4  | 丁   | dīng    | Дін          | 火 Вогонь    | 南 Південь     | 陰 Інь   |
| 5  | 戊   | wù      | У            | 土 Земля     | 中 Центр       | 陽 Ян    |
| 6  | 己   | jǐ      | Цзі          | 土 Земля     | 中 Центр       | 陰 Інь   |
| 7  | 庚   | gēng    | Ген          | 金 Метал     | 西 Захід       | 陽 Ян    |
| 8  | 辛   | xīn     | Сінь         | 金 Метал     | 西 Захід       | 陰 Інь   |
| 9  | 壬   | rén     | Жень         | 水 Вода      | 北 Північ      | 陽 Ян    |
| 10 | 癸   | guǐ     | Гуй          | 水 Вода      | 北 Північ      | 陰 Інь   |